# Mae Hiroyuki
Hiroyuki Mae (前 寛之 Mae Hiroyuki, sinh ngày 1 tháng 8 năm 1995 ở Sapporo) là một cầu thủ bóng đá người Nhật Bản thi đấu cho Mito HollyHock.

## Thống kê câu lạc bộ
Cập nhật đến ngày 23 tháng 2 năm 2018.
| Thành tích câu lạc bộ | Thành tích câu lạc bộ      | Thành tích câu lạc bộ | Giải vô địch | Giải vô địch | Cúp                   | Cúp                   | Cúp Liên đoàn | Cúp Liên đoàn | Tổng cộng | Tổng cộng |
| Mùa giải              | Câu lạc bộ                 | Giải vô địch          | Số trận      | Bàn thắng    | Số trận               | Bàn thắng             | Số trận       | Bàn thắng     | Số trận   | Bàn thắng |
| Nhật Bản              | Nhật Bản                   | Nhật Bản              | Giải vô địch | Giải vô địch | Cúp Hoàng đế Nhật Bản | Cúp Hoàng đế Nhật Bản | J. League Cup | J. League Cup | Tổng cộng | Tổng cộng |
| --------------------- | -------------------------- | --------------------- | ------------ | ------------ | --------------------- | --------------------- | ------------- | ------------- | --------- | --------- |
| 2013                  | Hokkaido Consadole Sapporo | J2 League             | –            | –            | 1                     | 0                     | –             | –             | 1         | 0         |
| 2014                  | Hokkaido Consadole Sapporo | J2 League             | 0            | 0            | –                     | –                     | –             | –             | 0         | 0         |
| 2015                  | Hokkaido Consadole Sapporo | J2 League             | 15           | 2            | 3                     | 1                     | –             | –             | 18        | 3         |
| 2016                  | Hokkaido Consadole Sapporo | J2 League             | 18           | 0            | 2                     | 0                     | –             | –             | 20        | 0         |
| 2017                  | Hokkaido Consadole Sapporo | J1 League             | 4            | 0            | 1                     | 0                     | 7             | 0             | 12        | 0         |
| Tổng cộng sự nghiệp   | Tổng cộng sự nghiệp        | Tổng cộng sự nghiệp   | 37           | 2            | 7                     | 1                     | 7             | 0             | 51        | 3         |